# Bataille de Nicopolis (1798)
Pour les articles homonymes, voir Bataille de Nicopolis (homonymie) et Bataille de Prévéza.
Guerres de la Révolution française
Batailles
Guerre de la Deuxième Coalition
- St George's Caye (navale) (09-1798)
- Nicopolis (10-1798)
- Corfou (11-1798)
- Copenhague (navale) (04-1801)
- Algésiras (navale) (06-1801)

Campagne de Hollande
- Callantsoog (08-1799)
- Vlieter (08-1799)
- Zyp (09-1799)
- Bergen (09-1799)
- Alkmaar (10-1799)
- Castricum (10-1799)

Campagne de Suisse
- Ostrach (03-1799)
- Feldkirch (03-1799)
- 1re Stockach (03-1799)
- Frauenfeld (05-1799) (en)
- Winterthour (05-1799)
- 1re Zurich (06-1799)
- Schwytz (08-1799)
- Amsteg (08-1799) (en)
- Saint-Gothard (09-1799)
- 2e Zurich (09-1799)
- Linth (09-1799) (en)
- Muten (10-1799) (ru)
- Engen (05-1800)
- 2e Stockach (05-1800)
- Moesskirch (05-1800)
- Biberach (05-1800)
- Erbach (05-1800)
- Höchstädt (06-1800)
- Ampfing (12-1800)
- Hohenlinden (12-1800)

Campagne d'Égypte
- Malte 1 (06-1798)
- Malte 2 (06-1798)
- Alexandrie (07-1798)
- Chebreiss (07-1798)
- Pyramides (07-1798)
- 1re Aboukir (08-1798)
- Salheyeh (08-1798)
- Malte 3 (09-1798)
- Sédiman (10-1798)
- Caire (10-1798)
- Samanouth (01-1799)
- El Arish (02-1799)
- Syène (02-1799)
- Jaffa (03-1799)
- Saint-Jean-d'Acre (03-1799)
- Mont-Thabor (04-1799)
- 2e Aboukir (07-1799)
- Damiette (11-1799)
- Héliopolis (03-1800)
- 3e Aboukir (03-1801)
- Mandora (03-1801)
- Canope (03-1801)
- Fort Jullien (04-1801)
- Le Caire (06-1801) (en)
- Alexandrie (08-1801)

2e Campagne d'Italie
- Vérone (03-1799)
- Magnano (04-1799)
- Cassano (04-1799)
- Mantoue (04-1799)
- Bassignana (05-1799)
- 1re Marengo (05-1799) (en)
- Modène (06-1799) (en)
- Trebbia (06-1799)
- 2e Marengo (06-1799) (en)
- Novi 1 (08-1799)
- Rome (09-1799)
- Mannheim (09-1799) (en)
- Novi 2 (10-1799) (en)
- Genola (11-1799)
- Gênes (04-1800)
- Sassello (04-1800) (en)
- Fort Bard (05-1800)
- Verceil (05-1800)
- Turbigo (05-1800)
- Montebello (06-1800)
- 3e Marengo (06-1800)
- Pozzolo (12-1800)

La bataille de Nicopolis également appelée bataille de Préveza,  a lieu le 23 octobre 1798, pendant les guerres de la Révolution française  entre l'isthme de Nicopolis et ville de Préveza.

## Contexte

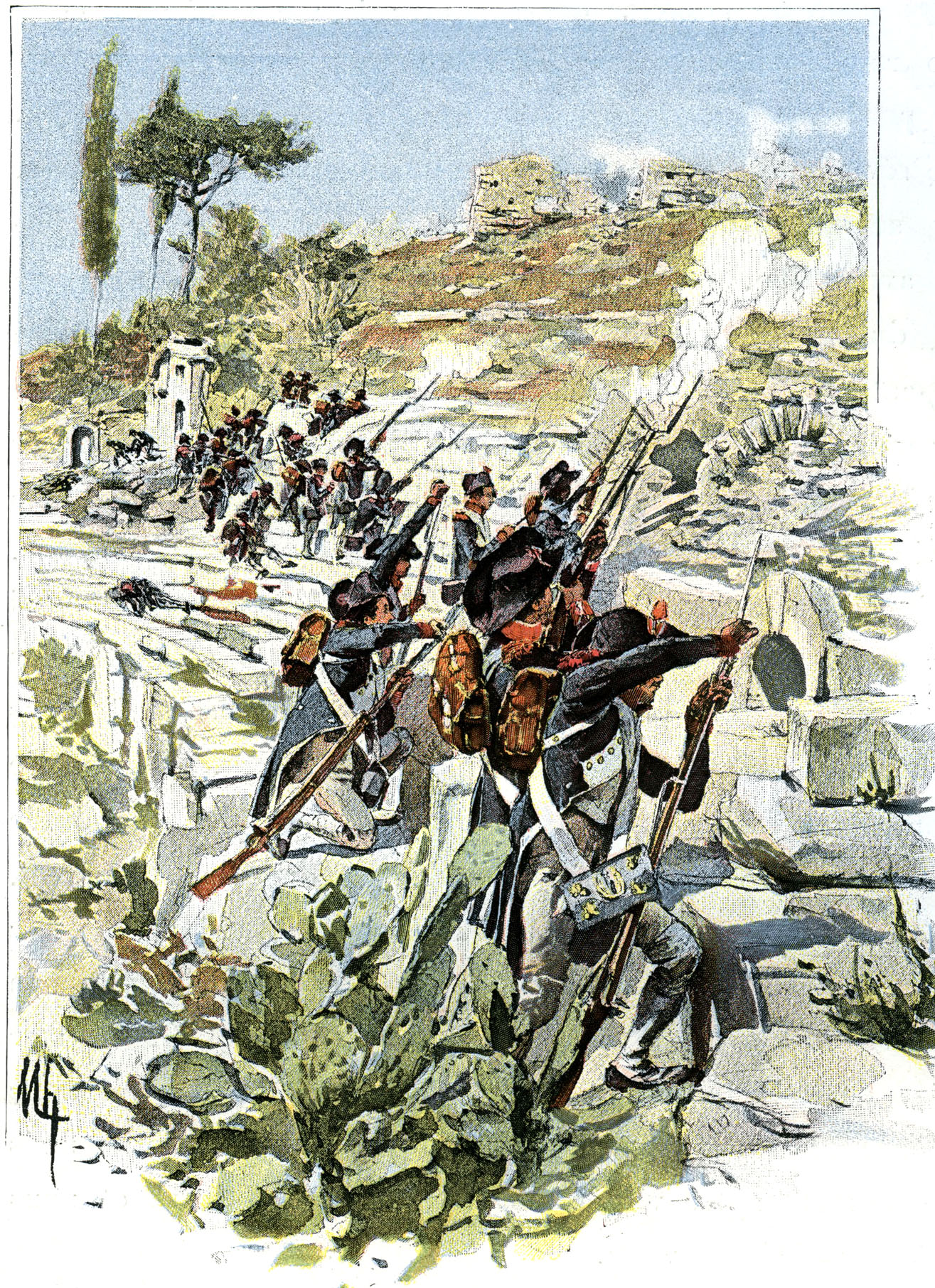
La garnison française de Prévéza défend les ruines du théâtre de Nicopolis. Illustration de Felician Myrbach.

En application du traité de Campo-Formio (1797), dans lequel Napoléon Bonaparte décrète la dissolution de la république de Venise, la ville de Preveza, comme toutes les autres possessions vénitiennes de la région qui forment par la suite les départements français de Grèce, est cédée à la France révolutionnaire. Une garnison de quelque 280 grenadiers est transférée à Preveza sous le commandement du général Jean Colaud de La Salcette. 
Ces troupes sont perçues comme amicales, ainsi que le montrent les lettres d'époque dans lesquelles les habitants écrivent (el)ΠΕΑ (Πρώτο Ετος Απελευθέρωσης, « An 1 de la libération »)[réf. nécessaire], et forment même une milice civique pro-française. À cette époque, le poète Rigas Ferraios soutient la Révolution française tout en appelant à un soulèvement grec contre le pouvoir ottoman.
En 1798, Napoléon débute la campagne d'Égypte et déclare ainsi la guerre à l'Empire ottoman voisin, ce qui compromet la situation des troupes françaises à Préveza.

## Assaut contre Prévéza
À l'automne 1798, le gouverneur ottoman de la région, Ali Pacha de Janina, qui cherche à devenir semi-indépendant du pouvoir central, attaque Prévéza avec une forte armée. Le 23 octobre 1798 (12 octobre julien) ses 7 000 soldats turcs et albanais submergent la garnison, malgré le renfort de 200 gardes civils locaux et de 60 souliotes.

## Massacre
Durant les deux jours suivant l'assaut, les 24 et 25 octobre, un massacre généralisé des troupes françaises et de la population grecque a lieu à Prévéza et à Port Salaora sur le golfe Ambracique. Le massacre se déroule avant l'arrivée d'Ali Pacha, mais continue en sa présence. Le sac de Prévéza est encore dans les mémoires et est un événement notable de l'histoire grecque[réf. nécessaire]. Le 25 octobre, Ali Pacha annonce à ceux qui se sont réfugiés dans les montagnes qu'ils peuvent revenir sains et saufs dans la ville. Il fait pourtant exécuter 170 d'entre eux à la douane du port de Salaora. Un grand nombre des prisonniers survivants meurent des privations du voyage vers Janina. À l'arrivée, les survivants sont contraints de participer à la procession victorieuse d'Ali Pacha en portant les têtes coupées et salées de leurs compagnons, sous les lazzis de la population[réf. nécessaire].

## Conséquences
Neuf grenadiers français, dont deux officiers, sont transférés à Constantinople pour être interrogés. Parmi eux se trouve le capitaine Louis-Auguste Camus de Richemont. Une rumeur évoque sa libération ultérieure sous l'influence de Letizia Bonaparte, la mère de Napoléon. Cette rumeur lie cette libération à l'apparition dans le trésor ottoman du diamant du fabricant de cuillères[réf. nécessaire]. 
Même si Prévéza reste sous domination ottomane encore plus d'un siècle, cet événement — tant la période où une milice grecque était active, et influencée par les idées révolutionnaires, que le choc du massacre — a sa part dans le développement du nationalisme grec qui aboutit à la guerre d'indépendance grecque quelque 23 ans plus tard.

## Épisodes de la bataille vus par Felician Myrbach (1894)

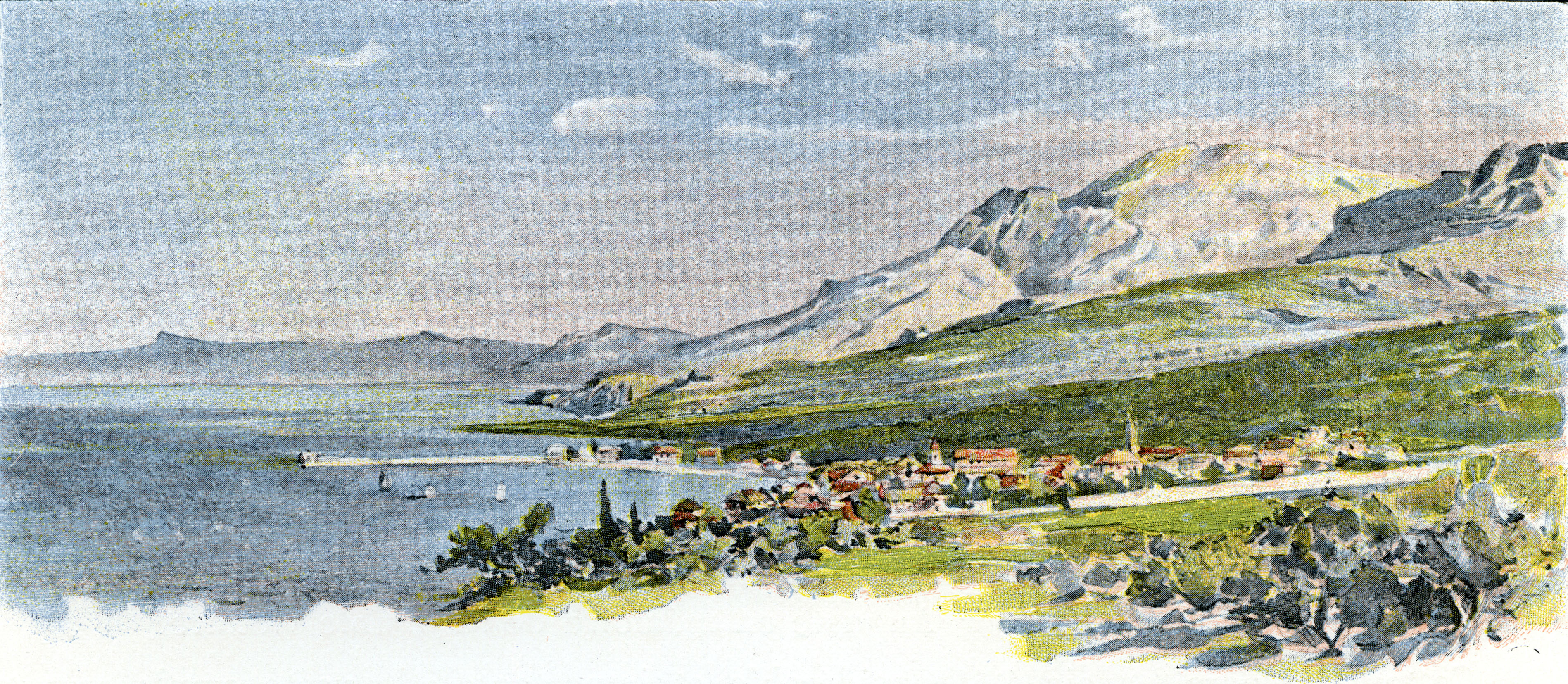
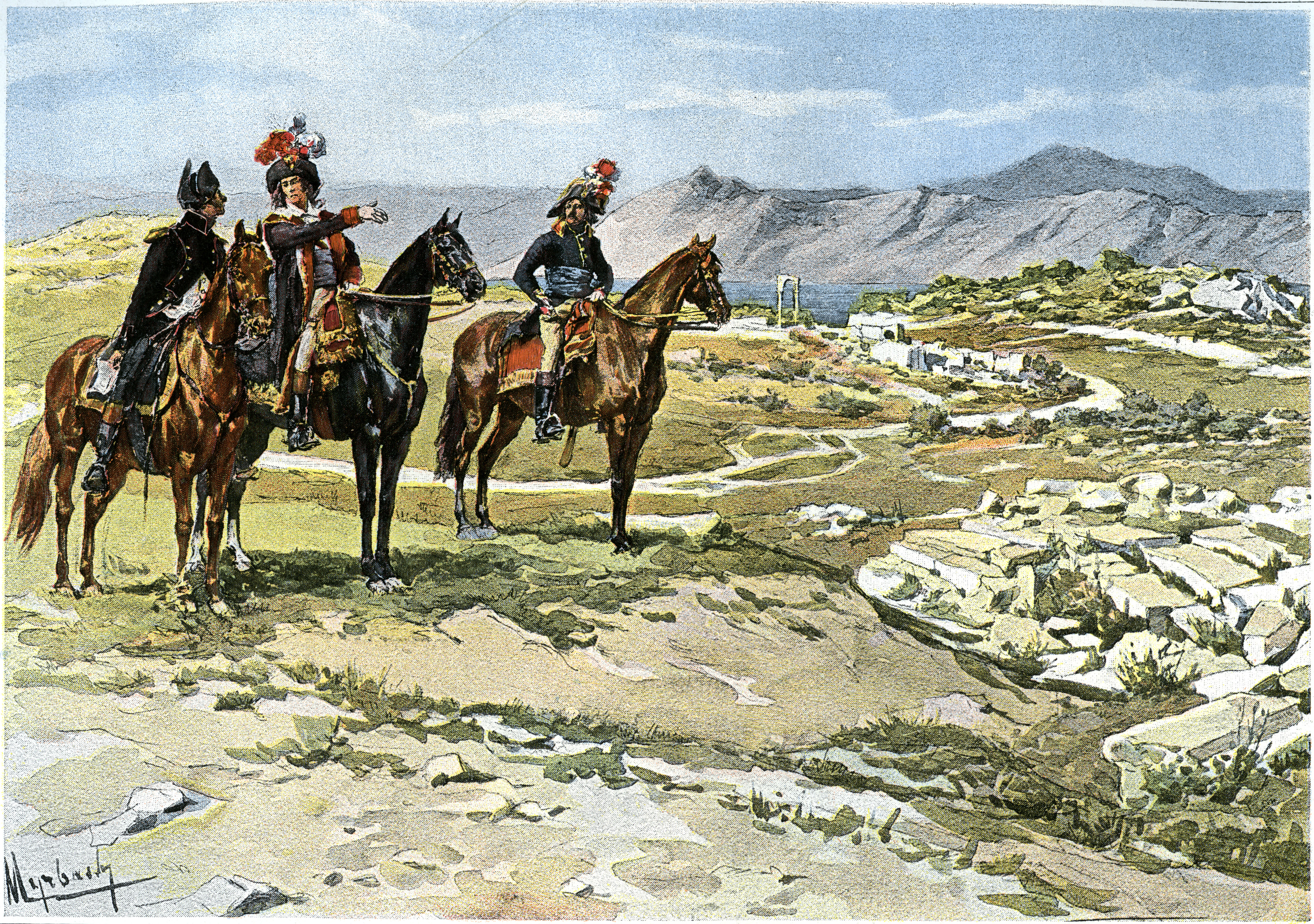
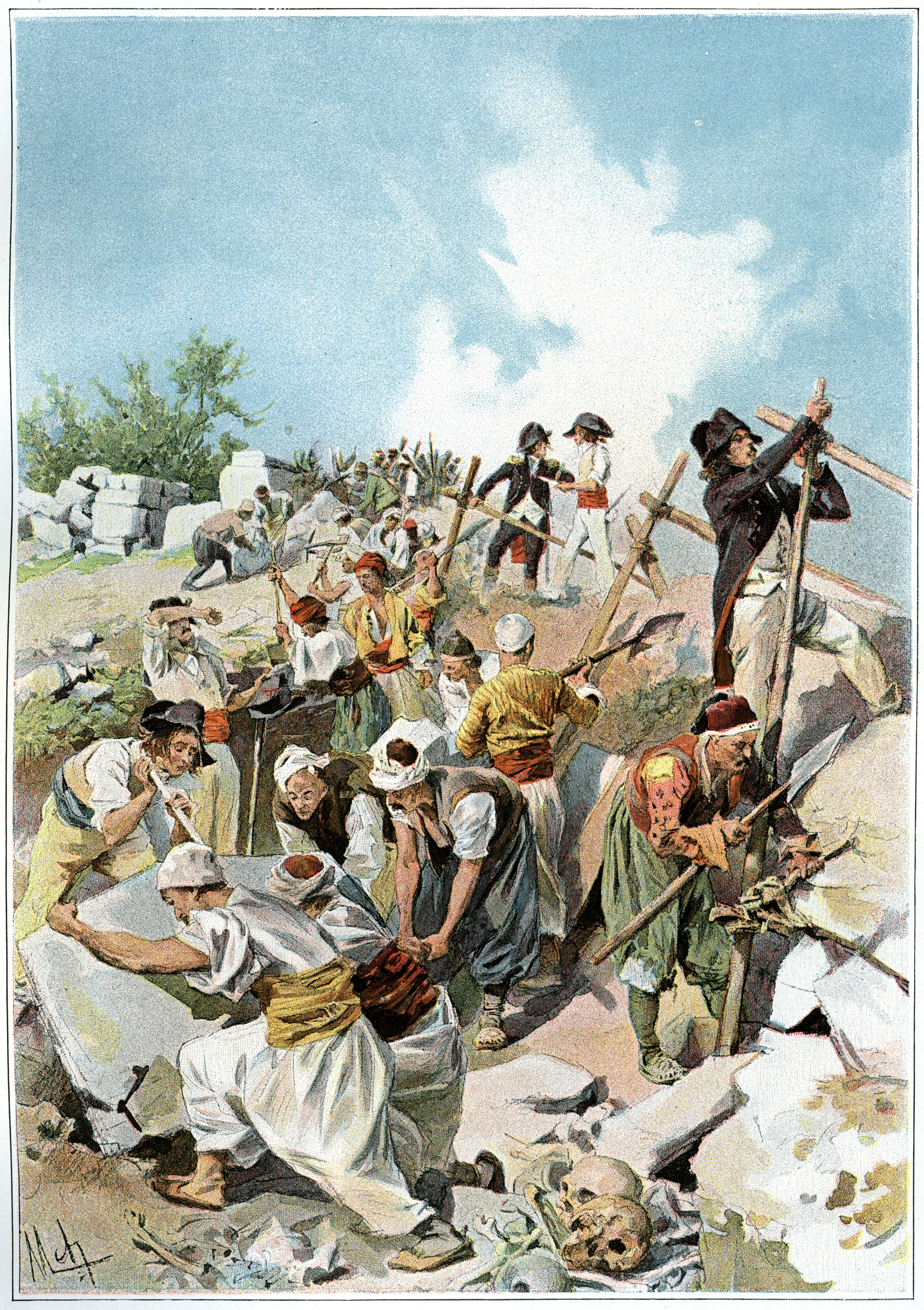
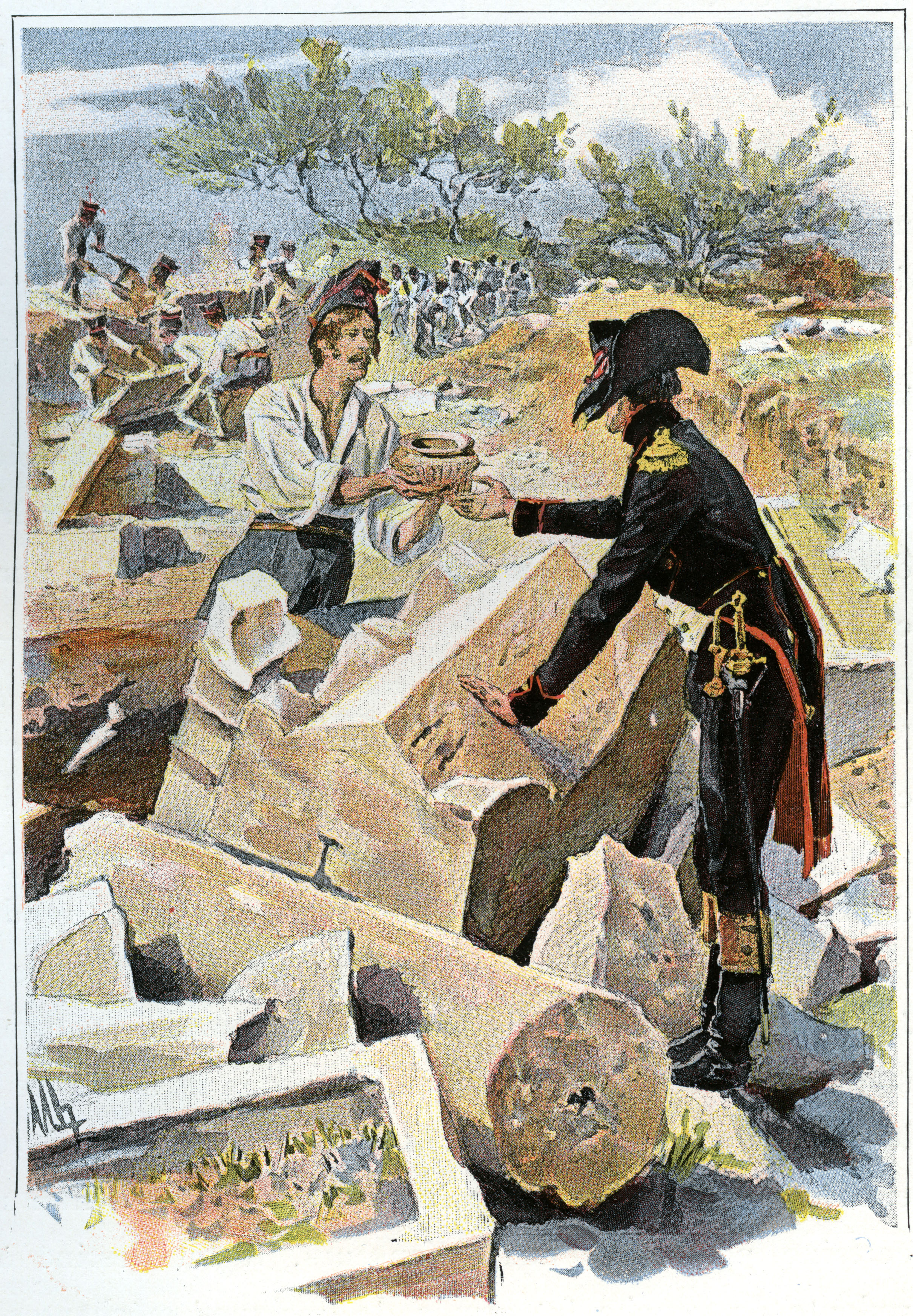
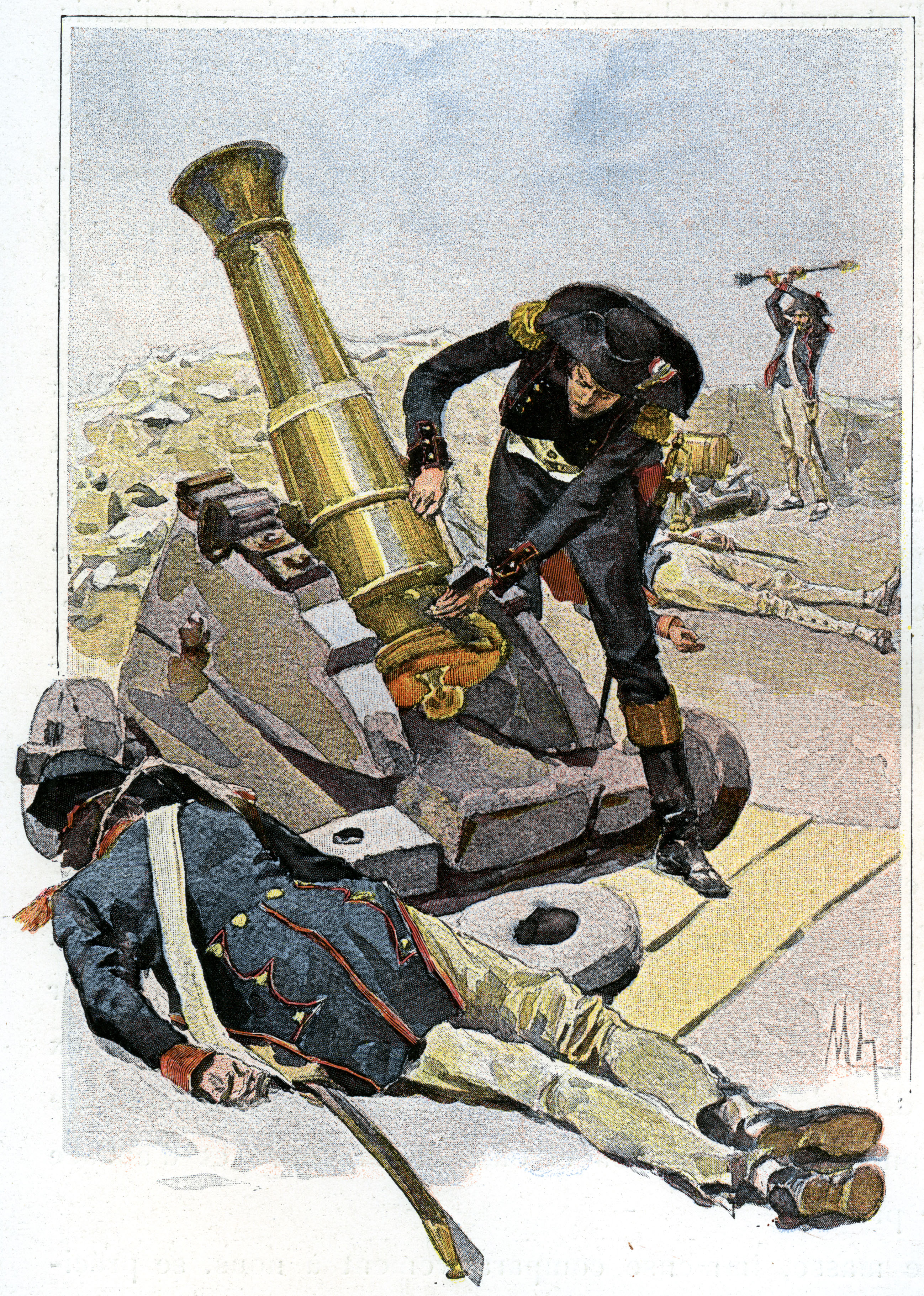
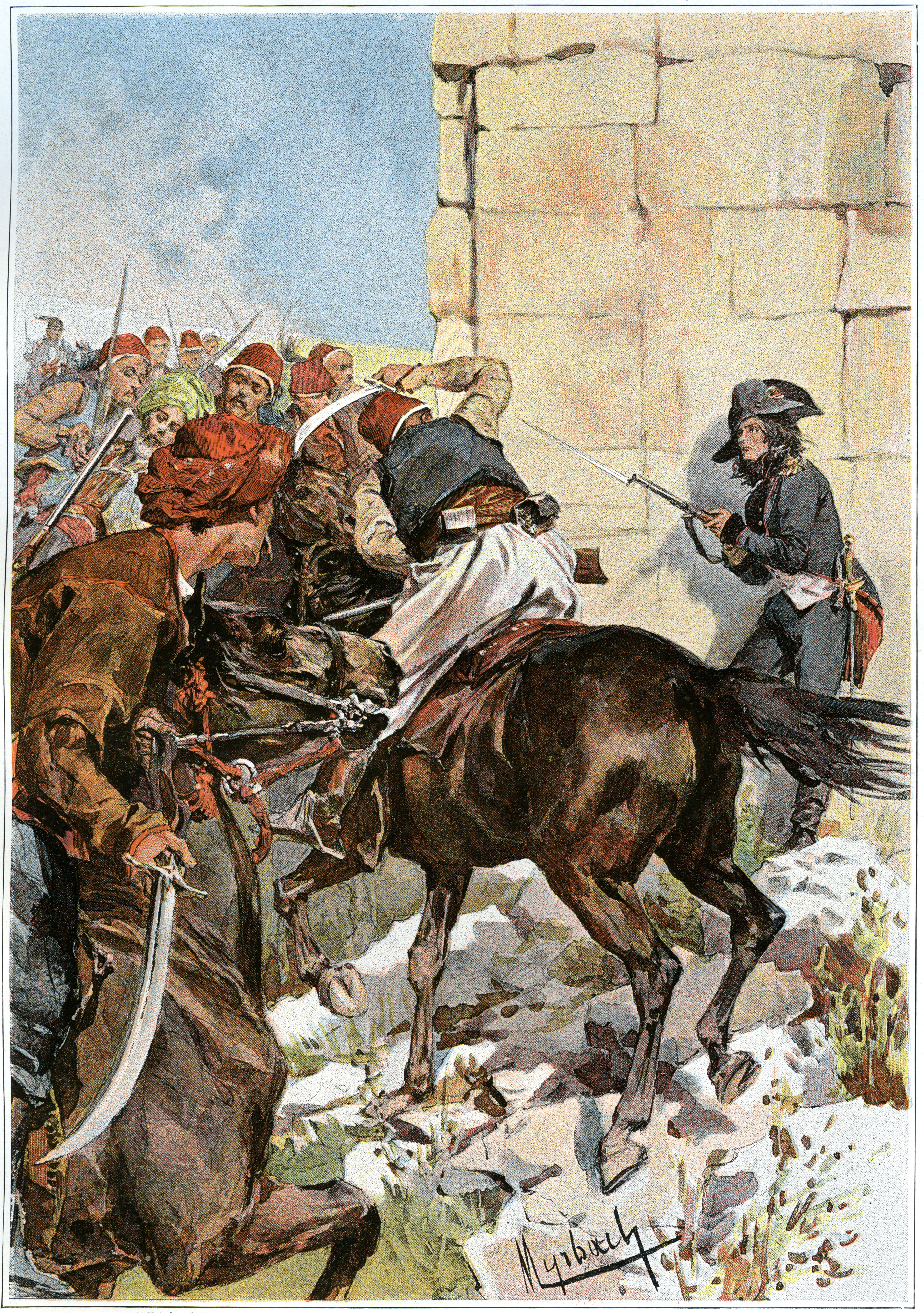
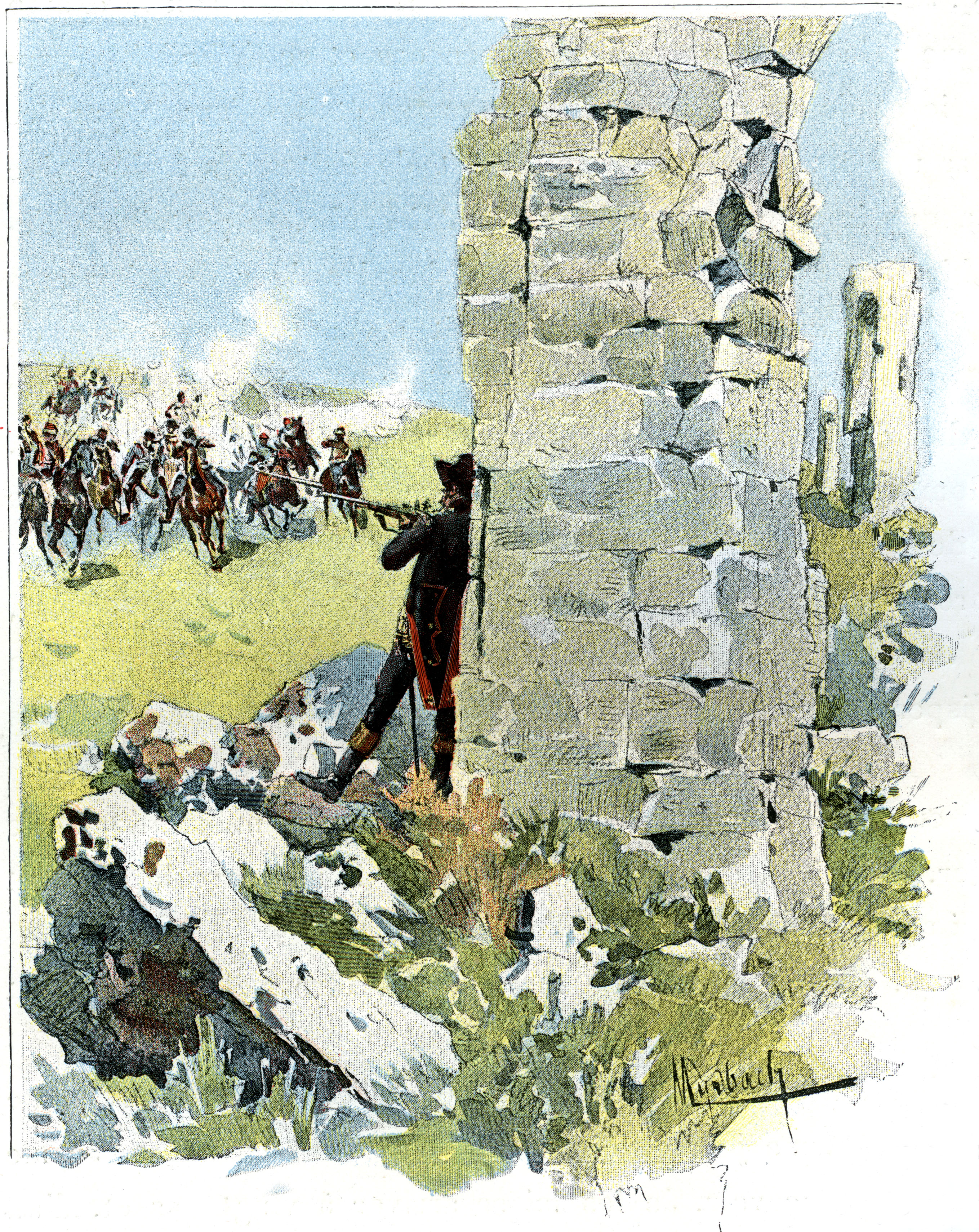
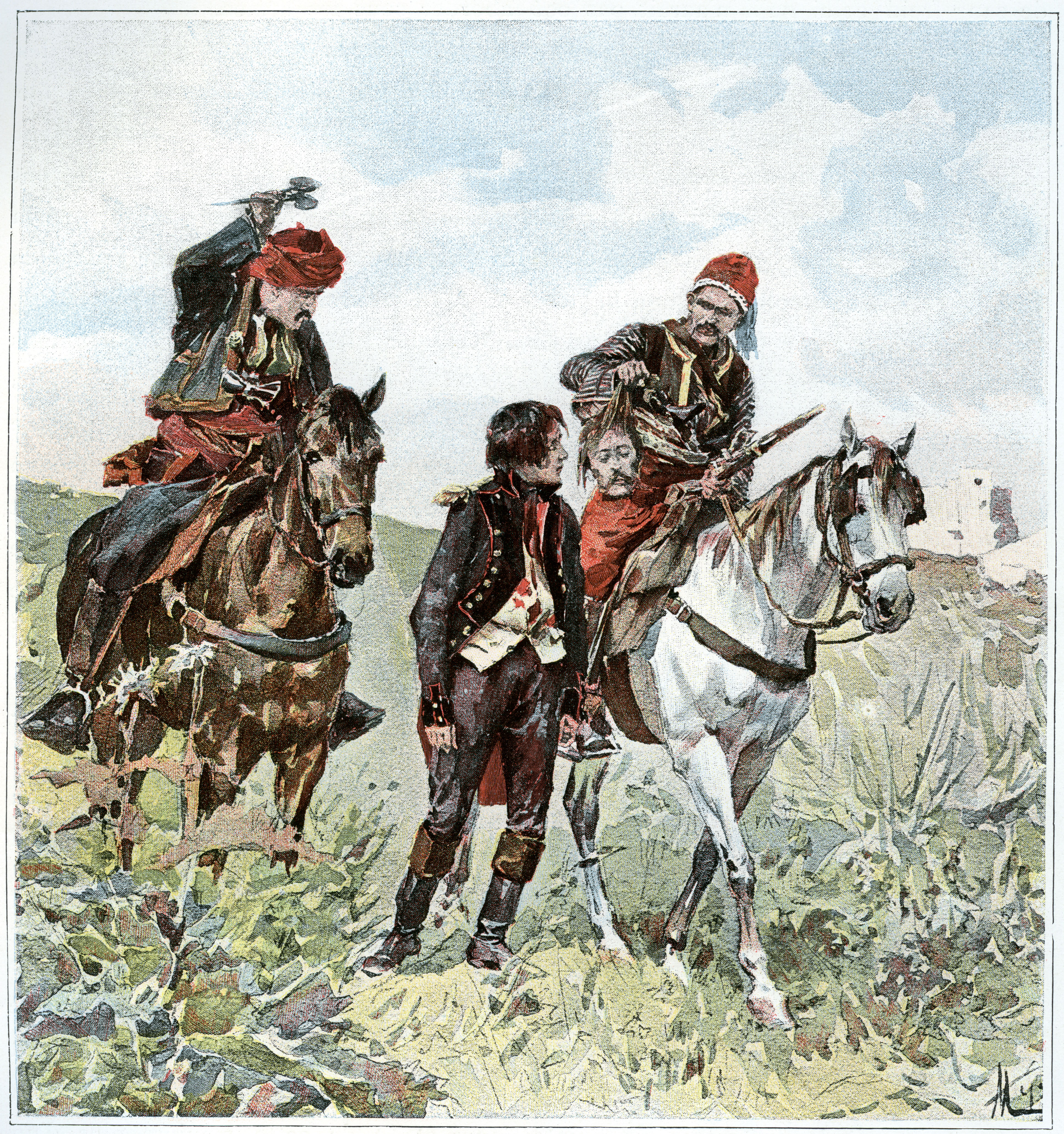
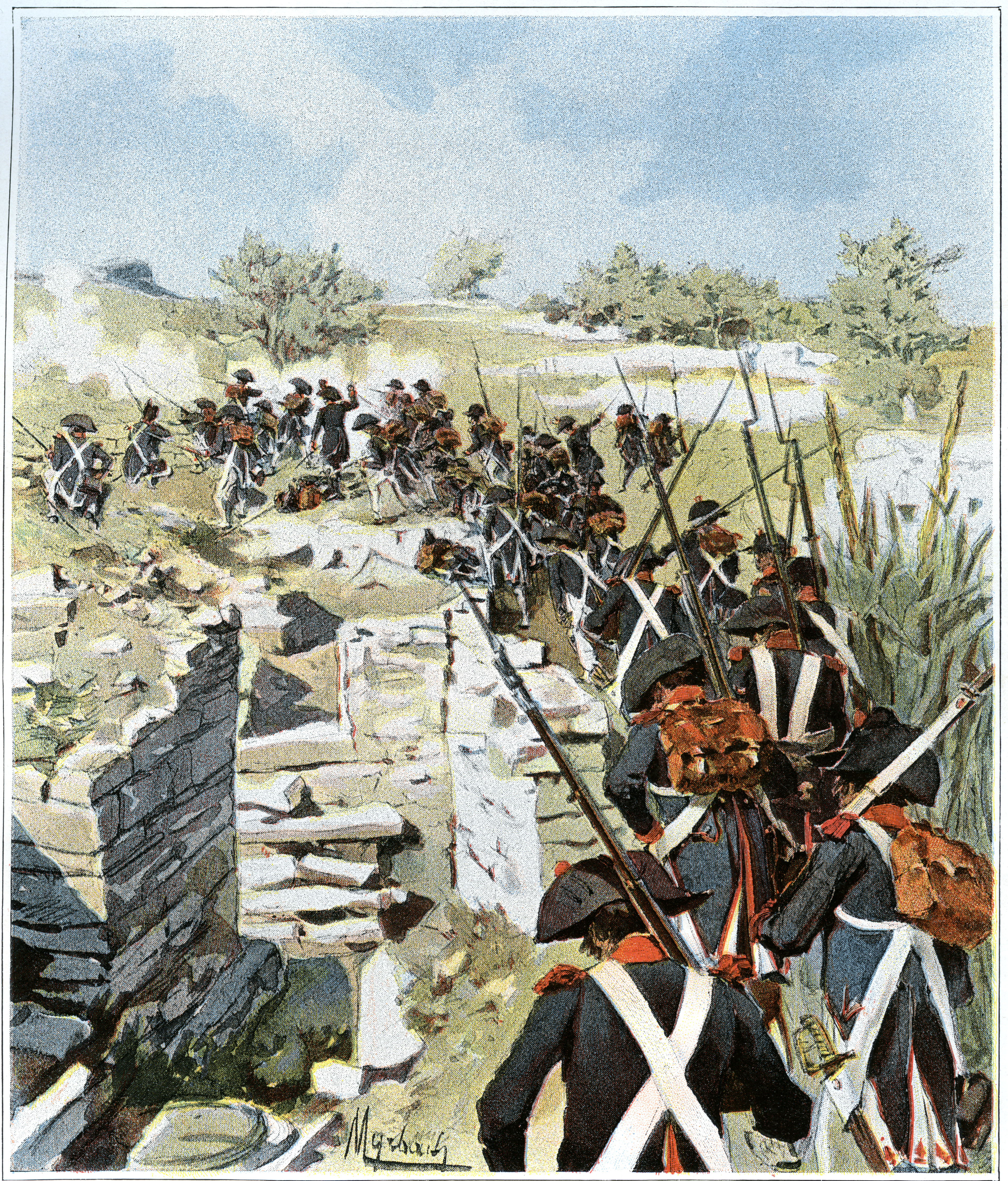
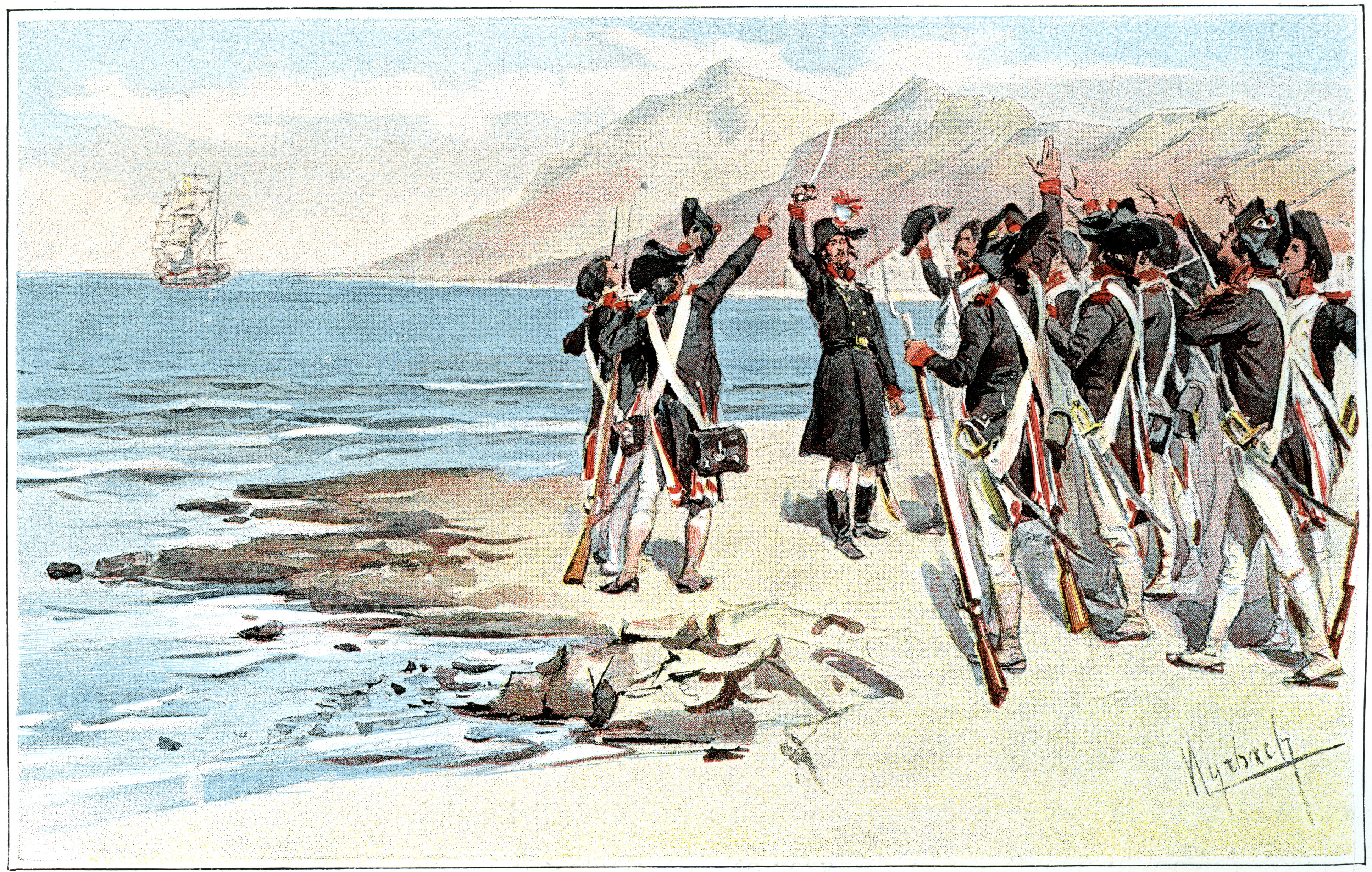
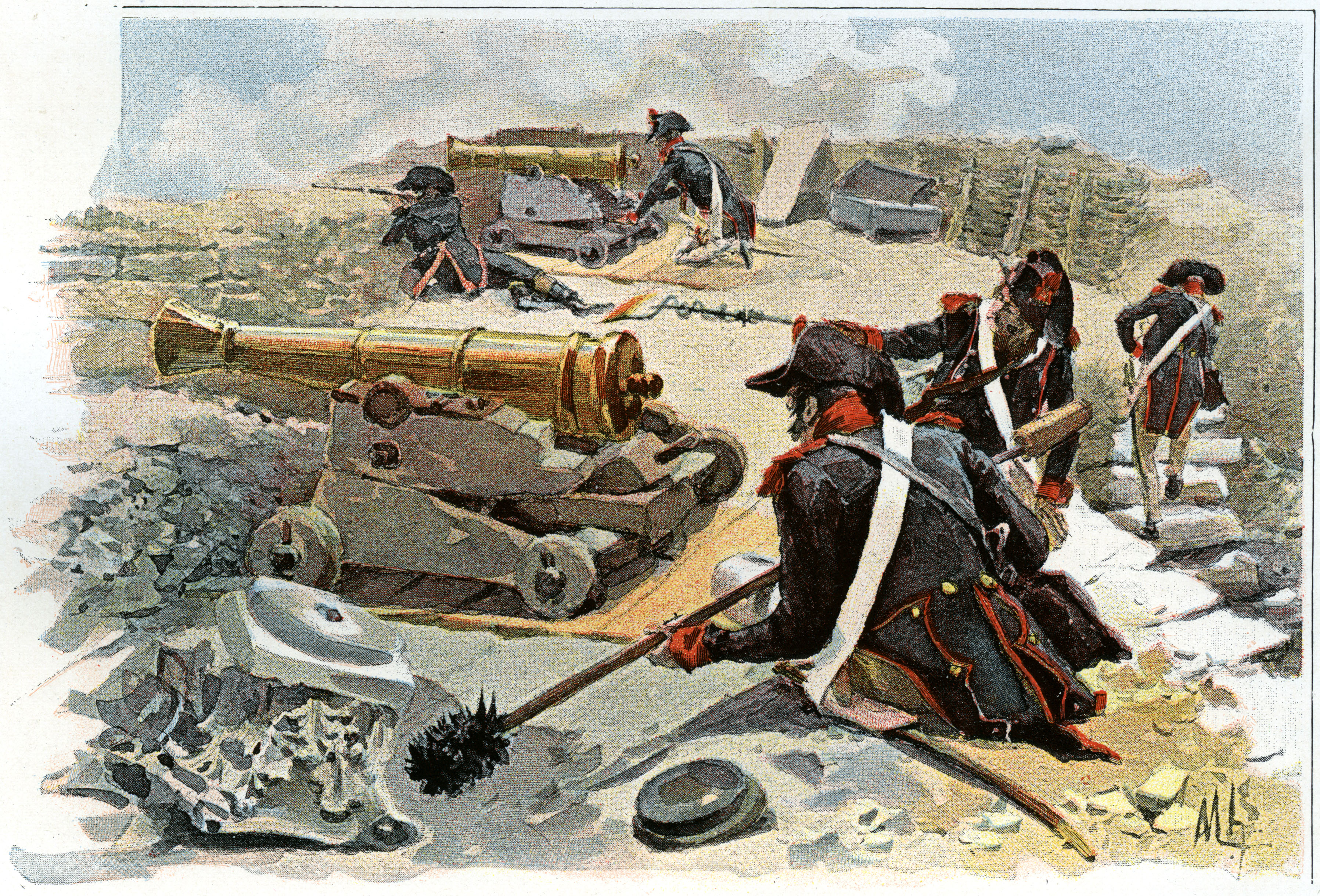